# Piet Dekker (muzikant)
Piet Dekker (Amsterdam, 5 januari 1952) is een Nederlandse muzikant die vanaf juni 1978 tot februari 1980 als bassist bij Doe Maar speelde. 
Voor hij lid werd van Doe Maar, speelde hij samen met Ernst Jansz en Henny Vrienten bij de Rumbones (reggae) en in Slumberlandband. Nadien begeleidde hij onder meer Boudewijn de Groot en Joost Nuissl. Anno 2013 speelt hij bij The Red Tomato Soustew (soul) en The Tuff Tunes (blues). Ook componeert hij muziek voor theatergroepen.